# Libertate
Libertate és una pel·lícula romanesa dirigida per Tudor Giurgiu, que es va estrenar el 2023. S'ha doblat i subtitulat al català.
Estrenada al Festival de Cinema de Sarajevo, va rebre el premi de la Confédération internationale des cinémas d'art et d'essai. A la gala dels premis Gopo del 2024, la producció va rebre deu premis, inclòs el de millor pel·lícula, i Tudor Giurgiu va guanyar el premi a la millor direcció. Els actors premiats a la mateixa gala van ser: Alex Calangiu, que va rebre el premi Gopo al millor actor pel seu paper de Viorel Stănese, i Iulian Postelnicu, que va rebre el premi al millor actor secundari com el tinent coronel Dragoman.
La pel·lícula va ser produïda per Libra Film (Romania) i Mythberg Films (Hongria). Va rebre el suport del Centre Nacional de Cinema i de l'Institut Nacional de Cinema Hongarès.